# Megathirididae
Megathirididae är en familj av armfotingar. Megathirididae ingår i ordningen Terebratulida, klassen Articulata, fylumet armfotingar och riket djur.
Familjen innehåller bara släktet Argyrotheca.